# 艾加利耶
艾加利耶（法語：Aigaliers，法語發音：[ɛɡalje]）是法国加尔省的一个市镇，位于该省中北部，属于尼姆区。

## 地理
艾加利耶（44°3'34"N, 4°19'13"E）面积28.06 平方千米，位于法国奧克西塔尼大區加尔省，该省份为法国南部沿海省份，南端濒地中海，北起顺时针与阿尔代什省、沃克吕兹省、罗讷河口省、埃罗省、阿韦龙省和洛泽尔省接壤。
与艾加利耶接壤的市镇（或旧市镇、城区）包括：巴龙、贝尔韦泽、富瓦萨克、圣瑞斯特和瓦基耶尔、塞尔维耶和拉博姆、塞讷。

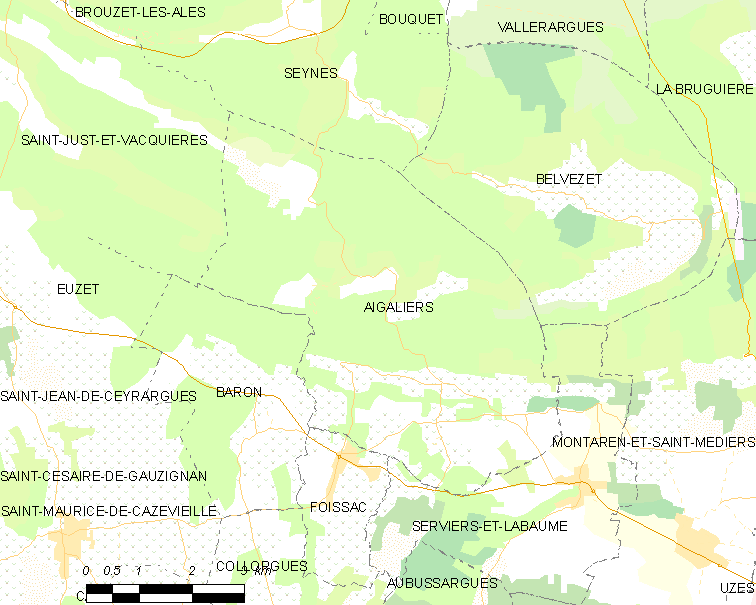
艾加利耶的OSM定位图

艾加利耶的时区为UTC+01:00、UTC+02:00（夏令时）。

## 行政
艾加利耶的邮政编码为30700，INSEE市镇编码为30001。

## 政治
艾加利耶所属的省级选区为于泽斯县。

## 人口

1962-2008年间艾加利耶人口变化图示

艾加利耶于2022年1月1日时的人口数量为534人。